# Oeverschijfhoren
De oeverschijfhoren (Gyraulus riparius) is een slakkensoort uit de familie van de Planorbidae. De wetenschappelijke naam van de soort werd in 1865 als Planorbis riparius voor het eerst geldig gepubliceerd door Westerlund.

## Beschrijving
De oeverschijfhoren is een zoetwater-huisjesslak met een breedte tot 3,3 mm en een hoogte tot 0,8 mm. De schelp, tot 3,5 windingen, is regelmatig en neemt snel in grootte toe en is bovenaan boller dan aan de onderkant. De laatste winding naar de mondopening toe is iets verwijd, met een afgeronde kiel halverwege de hoogte. Bij de mondopening gemeten, neemt de laatste winding aan de onderzijde (iets) meer dan 1/3 van de schelpdoorsnede in beslag en is er driemaal zo breed als de voorlaatste. Mondopening ongeveer anderhalf keer zo breed als hoog, rand dun. Oppervlak fijn gestreept, soms met vage spiraallijntjes. Zwak zijdeglanzend, iets doorschijnend.

## Verspreiding en habitat
De oeverschijfhoren leeft in helder, stilstaand, zoet water met een rijke vegetatie, en dan vooral aan de randen van dergelijke wateren. Niet in droogvallende of brakke wateren. De soort is inheems in Noord- en Oost-Europa en West-Siberië. Is zeldzaam in Nederland, wordt aangetroffen in Zuid-Holland en Utrecht, met verspreide vindplaatsen elders.
Anisus:
leucostoma · 
septemgyratus · 
spirorbis · 
vortex · 
vorticulus

Gyraulus:
acronicus · 
albus · 
chinensis · 
crista · 
laevis · 
parvus · 
riparius · 
rossmaessleri

Planorbarius:
corneus · 
†peetersi · 
Planorbella:
anceps · 
duryi · 
trivolvis · 
Planorbis:
carinatus · 
planorbis

Overig:
Bathyomphalus contortus · Helisoma nigricans · Hippeutis complanatus · Menetus dilatata · Segmentina nitida